# Alejandro Guerra
Alejandro Guerra, vollständiger Name Alejandro Abraham Guerra Morales, (* 9. Juli 1985 in Caracas) ist ein ehemaliger venezolanischer Fußballspieler. Er wurde auf der Position eines offensiven Mittelfeldspielers eingesetzt, alternativ auch auf der rechten oder linken Seite. Sein spielstarker Fuß ist der Rechte.

## Karriere

### Venezuela
Guerra begann seine Laufbahn im Wesentlichen im Nachwuchsbereich des FC Caracas. Bei dem Klub schaffte er 2003 in den Profikader. Am 21. September 2003 erzielte er sein erstes Tor als Profi. Im Spiel mit Caracas gegen Monagas SC feierte er einen 6:0-Erfolg mit der Mannschaft. In der 88. Minute erzielte er das Tor. Für 2004 wurde Guerra an den Juventud Antoniana in die Primera B Nacional ausgeliehen. Nach seiner Rückkehr zu Caracas etablierte sich Guerra in der Mannschaft und trat mit dem Klub auch in der Copa Libertadores an. Sein erstes Tor auf internationaler Klubebene erzielte Guerra in der Copa Libertadores 2007. Im Heimspiel gegen den LDU Quito in der Gruppenphase am 22. Februar 2007 erzielte er das einzige Tor der Partie. Nachdem Guerra mit Caracas mehrfacher nationaler Meister und 2009 Pokalsieger wurde, verließ er den Klub Richtung Deportivo Anzoátegui. Im Juli 2010 gab der Klub seinen Wechsel zum Ligakonkurrenten bekannt. Der Vertrag erhielt eine Laufzeit über vier Jahre. Bereits nach der Saison 2011/12 verließ Guerra den Klub wieder. Er wechselte zum AC Mineros de Guayana. Mit Mineros konnte er 2011 den Erfolg im Pokal wiederholen. Er spielte auch eine Schlüsselrolle in der Copa Sudamericana 2012 für Mineros. Guerra erzielte in nur vier Spielen drei Tore. Mineros wurde in dem Wettbewerb der erste venezolanische Klub, der ein Auswärtsspiel im Wettbewerb gewann.

### Kolumbien
Ende Juni 2014 wurde Guerra für ein Jahr nach Kolumbien an Atlético Nacional ausgeliehen. Sein erstes Pflichtspiel für Nacional bestritt Guerra im Copa Colombia. Im Auswärtsspiel gegen Rionegro am 23. Juli 2014 stand Guerra in der Startformation. In der Categoría Primera A 2014 lief Guerra das erste Mal in der Categoría Primera A auf. Seinen Einstand in den Wettbewerb gab Guerra am 27. Juli 2014, dem zweiten Spieltag der Finalrunde. Im Heimspiel gegen Deportivo Cali stand er in der Anfangsformation und wurde in der 61 Minute für Harrison Otálvaro ausgewechselt. Noch in dem Jahr traf Guerra das erste Mal in der Liga für Nacional. Im Auswärtsspiel gegen den Uniautónoma FC am 22. September 2014 erzielte er in der 81. Minute das Tor zum 3:0-Endstand. Nach dem Ende des Leihgeschäftes gab Nacional bekannt, dass dieser 70 % der Transferrechte von Mineros erworben hat. Die restlichen 30 % verblieben bei Mineros. Im selben Jahr gewann er mit Nacional noch die Finalización. 2016 schlossen sich weitere Erfolge an. Im Januar gewann er mit Nacional die Superliga de Colombia, im Juli die Copa Libertadores 2016 und im November die Copa Colombia 2016. Mit dem Erfolg in der Libertadore schrieb Guerra ein Stück Fußballgeschichte. Als erster Venezolaner überhaupt konnte er diesen Wettbewerb gewinnen. Er wurde zudem als bester Spieler des Turniers ausgezeichnet. Nacional beendete Guerra bei der FIFA-Klub-Weltmeisterschaft 2016. In dem Turnier belegte der Klub den dritten Platz.

### Brasilien
Zur Saison verließ Guerra Nacional. Er unterzeichnete einen neuen Kontrakt in Brasilien bei Palmeiras São Paulo. Palmeiras Sponsor Crefisa übernahm für den Klub die Transferkosten in Höhe von 3,7 Millionen US-Dollar- Guerra bestritt sein erstes Pflichtspiel für Palmeiras am 12. Februar 2017 in der Staatsmeisterschaft von São Paulo. Im Auswärtsspiel gegen den Ituano FC stand er in der Startelf. Das erste Spiel in Brasiliens oberster Liga der Série A, bestritt Guerra am 14. Mai 2017. Am ersten Spieltag der Série A 2017 lief er zuhause gegen den CR Vasco da Gama auf. In dem Spiel erzielte er auch sein erstes Ligator. In der 41. Minute traf Guerra zum 2:0 (4:0). Beim Gewinn der zehnten nationalen Meisterschaft durch Palmeiras in der Série A 2018, stand Guerra neun Mal auf dem Platz und erzielte dabei ein Tor. Nachdem Guerra 2019 zu keinen Einsätzen mehr gekommen war, wurde er im Juli bis zum Ende der Saison an den Ligakonkurrenten EC Bahia ausgeliehen. Nachdem Guerra in der Saison 2020 keine Spiele mehr bestritten hatte, ging er 2021 in die Dominikanische Republik. Hier unterzeichnete er einen Vertrag beim Delfines del Este FC. In der Saison trat er in einem Spiel in der CFU Club Championship an. Danach beendete er seine aktive Laufbahn.

### Nationalmannschaft
Mit der U-20-Auswahl Venezuelas trat Guerra bei der U-20-Fußball-Südamerikameisterschaft 2005 an.
Im Jahr darauf gab Guerra seinen Einstand im A-Kader der Nationalmannschaft. In einem Freundschaftsspiel am 5. Mai 2006 wurde er in der 59. Minute im Spiel gegen die Auswahl Mexikos im Rose Bowl Stadium in Pasadena (Kalifornien) eingewechselt.
Am 14. Januar 2007 erzielte er sein erstes Tor für die Nationalmannschaft beim 2: 0-Sieg im Freundschaftsspiel über Schweden. Im Estadio José Encarnación Romero in Maracaibo traf er in der 17. Minute zum 1:0.

## Erfolge
Caracas
- Primera División (Venezuela): 2003/04, 2005/06, 2006/07, 2008/09, 2009/10
- Copa Venezuela: 2009

Mineros de Guayana
- Copa Venezuela: 2011

Nacional
- Categoría Primera A: 2015
- Superliga de Colombia: 2016
- Copa Libertadores: 2016
- Copa Colombia: 2016

Palmeiras
- Campeonato Brasileiro de Futebol: 2018

## Auszeichnungen
- Copa Libertadores Bester Spieler: 2016